# SPRING LOVER 大作戦
「SPRING LOVER 大作戦」（スプリングラバーだいさくせん）は、Qlairの6枚目のシングル。1993年3月21日に発売された。
本稿は1993年7月21日に発売された7枚目のシングルでセルフカバー盤の「SUMMER LOVER 大作戦」（サマーラバーだいさくせん）についても記述する。
両曲とも作家陣は同じで歌詞中の「春」の部分が「夏」に変わり、前奏・間奏のブルースハープの部分がサックスに変わっている。
「SUMMER LOVER 大作戦」には、初回盤のみトレーディングカードが封入されていた。
Qlairの最後のシングルとなった
。

## SPRING LOVER 大作戦

### 収録曲
1. SPRING LOVER 大作戦
作詞：西尾佐栄子 作曲：木戸やすひろ 編曲：窪田晴男  演奏時間 3:48
2. お引っ越し
作詞：芹沢類　 作曲：広谷順子　編曲：門倉聡  演奏時間 4:24
本シングル発売と同時期に公開された相米慎二監督の映画『お引越し』[2]には使用されておらず、関連性もない。
3. SPRING LOVER 大作戦（カラオケ）
4. お引っ越し（カラオケ）

## SUMMER LOVER 大作戦

### 収録曲
1. SUMMER LOVER 大作戦
作詞：西尾佐栄子　作曲：木戸やすひろ　編曲：窪田晴男  演奏時間 4:05
カルピス「カルピスソーダ」CMソング。
「SPRING-」との違いは、歌詞の「春」の部分が「夏」に変わり、前奏・間奏のブルースハープの部分がサックスに変わったこと。
2. 瞳いっぱいの夏 Radioactivity（瞳いっぱいの夏〜白いパラソルメドレー）
デビュー・シングル「瞳いっぱいの夏」をリアレンジ。松田聖子の曲「白いパラソル」をサンプリングしている。
3. SUMMER LOVER 大作戦（カラオケ）
4. 瞳いっぱいの夏 Radioactivity（瞳いっぱいの夏〜白いパラソルメドレー）（カラオケ）

## 収録アルバム
「SPRING - 」はオリジナル・アルバム未収録。
| 曲名               | アルバム | 発売年月日    | Track No. |
| ------------------ | -------- | ------------- | --------- |
| お引っ越し         | Palette  | 1993年9月22日 | 8         |
| SUMMER LOVER大作戦 | Palette  | 1993年9月22日 | 9         |